# Missionnaires franciscaines
Les missionnaires franciscaines (en latin : Sororum Franciscalium missionariarum de Argentina) est une congrégation religieuse féminine enseignante et caritative de droit pontifical.

## Historique
La congrégation est fondée à Córdoba (Argentine) le 8 décembre 1878 par Marie Cabanillas (1821-1885) avec l'aide du père Porreca, franciscain pour enseigner et assister les pauvres.
L'institut est agrégé à l'ordre des frères mineurs le 28 janvier 1880 et obtient le décret de louange le 19 janvier 1901 du pape Léon XIII ; ses constitutions religieuses sont définitivement approuvés par le Saint-Siège le 12 mars 1880. 

## Activités et diffusion
Les missionnaires franciscains se consacrent à l'enseignement et aux œuvres de miséricorde. 
Elles sont présentes en Argentine et au Chili.
La maison-mère est à Córdoba.
En 2017, l’institut comptait 89 sœurs dans 19 maisons.